# Gros-Guillaume
Gros-Guillaume, pseudonimo di Robert Guérin (Parigi, 1554 circa – Parigi, 1634), è stato un attore teatrale francese.

## Biografia
Gros-Guillaume recitava farse assieme ad altri due attori, Gaultier-Garguille e Turlupin.
Nel 1615 al 1625 lavorarono insieme nella Troupe du Roi dell'Théâtre de l'Hôtel de Bourgogne, ed alla morte di Gros-Guillaume nel 1634 la direzione della compagnia fu rilevata da Bellerose.
Il suo personaggio era enorme e panciuto e vestiva con una casacca bianca e un piccolo copricapo rosso su un lato della testa, che lo rendeva ridicolo. 
Diversamente dai suoi due compagni, che portavano una maschera, egli usava infarinarsi il volto. Questo espediente gli consentiva di sporcare di farina i suoi interlocutori provocando l'ilarità del pubblico.
Era per lo più silenzioso e triste, e ricopriva il ruolo del servo o dell'ubriaco sciocco, che spesso veniva beffato dal furbo e astuto Turlupin.
Nonostante la missione del trio fosse quella di riportare in auge la farsa, che da tempo non riscuoteva più il successo del popolo e veniva sempre meno rappresentata, Robert Guérin non era solo un attore comico. Egli recitava anche nelle tragedie regolari, con il nome d'arte di Le Fleur.